# Матица српска — Друштво чланова у Републици Српској
Матица српска — Друштво чланова у Републици Српској, скр. Матица српска у Републици Српској, основано је као непрофитно, научно и стручно невладино удружење јула 2010. године у Бањој Луци (РС, БиХ). За првог предсједника изабран је проф. др Младен Шукало, професор на Филолошком факултету у Бањој Луци. Генерални секретар друштва је Драго Бранковић, док је предсједник скупштине друштва Снежана Савић.
Друштво је основано у циљу његовања духовног и културног живота, развијања и промовисања књижевности, умјетности и науке. Основни циљ друштва јесте развијање и проучавање културе српског народа, без обзира на то у којим државама његови припадници живе, као и српске културне, научне и друге везе са словенским, сусједним и другим народима у свијету. Друштво обавља научноистраживачку, издавачку и архивску дјелатност те друге дјелатности у области културе; доприноси изграђивању и координисању научноистраживачког рада, посебно у области друштвених и хуманистичких наука; унапрјеђује научну периодику и остварује вишедисциплинарне пројекте у области друштвених и природних наука, књижевности и језика, као и умјетности (ликовне, музичке, позоришне, филмске), а такође подстиче и развија сарадњу са институцијама у земљи и иностранству.
Друштво, његови органи и радна тијела, посебну пажњу поклониће изучавању књижевности и језика српског народа и књижевности других народа у Републици Српској и Босни и Херцеговини; организовању енциклопедијског рада у области друштвених и природних наука; издавању капиталних дјела из области књижевности, науке и умјетности; обрађивању, чувању и заштити архивске грађе; сарадњи са академијама наука и умјетности и универзитетима у земљи и иностранству; обезбјеђивању донација, легата и других поклона и њиховом коришћењу у складу са вољом дародавца или легатора и др.
Сједиште Друштва чланова Матице Српске у Републици Српској налази се у улици Милоша Матића, у бањалучкој градској четврти Побрђе.

## Пројекти
Већ на првој оснивачкој сесији, Скупштина Друштва чланова Матице Српске усвојила је пет конкретних пројеката на којима ће чланови одмах започети рад. То су: 
1. српска књижевност у сто књига
2. насеља и становништво РС
3. лексикон писаца РС
4. етномузиколошка дјелатност у РС
5. демографија и демографски развој у РС[1]